# Georges Dambier
Pour les articles homonymes, voir Dambier.
Georges Dambier, né le 5 avril 1925 à Issy-les-Moulineaux et mort le 30 mai 2011 à Sourzac, est un photographe portraitiste et photographe de mode français.
Prolifique photographe de mode publié dans plusieurs magazines, il est fidèle à Elle qui lui accorde nombre de commandes et lui permettra de travailler avec les plus grands modèles des années 1950.
Fondateur de l'éphémère magazine Twenty dans les années 1960, il participe à la création de VSD la décennie suivante.

## Biographie
Georges Dambier apprend à dessiner auprès de Paul Colin. Il devient ensuite assistant de Willy Rizzo et découvre la photographie.
Il fréquente Le Bœuf sur le toit, Le Lido, la Rose Rouge, Le Lorientais, Le Tabou, les clubs et cabarets de Saint-Germain-des-Prés. À la fin de la Guerre, il s'arrange un soir pour prendre une photo de Rita Hayworth venue incognito dans un club de jazz. Il vend les clichés à France Dimanche et se fait embaucher dans ce journal, comme photographe de reportages ; il parcourt alors le monde. Georges Dambier devient ami avec les mannequins Capucine, Bettina, Ivy Nicholson, Brigitte Bardot et le couturier Jacques Fath. Logiquement, il se tourne alors vers la photographie de mode, soutenu et encouragé par Pierre, puis Hélène Lazareff qui lui donne ses premières commandes,. Comme Richard Avedon, il fait sortir les mannequins des studios et les photographie dans les rues de Paris.
En 1954, il est sollicité par Robert Capa pour prendre la tête du département « Mode » de l'agence Magnum ; la mort de ce dernier fait que le projet n’aboutit pas. Il monte alors son propre studio photo Rue de la Bienfaisance et continue sa carrière comme photographe indépendant.
Il collabore avec le magazine Elle toujours, mais également Vogue, Le Jardin des Modes, Marie France, L'Express, Virginie Couture, Nouveau Femina, ou Jours de France, réalisant photographies de mode ou campagnes publicitaires. En parallèle de ces activités, il réalise des couvertures de disques et posters pour le compte d'Eddie Barclay et Jacques Canetti, ainsi que de nombreux portraits de personnalités comme Sacha Distel, Zizi Jeanmaire, Dalida, ou Jeanne Moreau.
Les plus importants modèles de l'époque passent sous son objectif : Maxime de la Falaise, Capucine, Sophie Litvak, Fiona Campbell-Walter, Suzy Parker, sa sœur Dorian Leigh, Ivy Nicholson, Bettina le mannequin vedette de Fath, Jill Howard Barbara Mullen, Marie-Hélène Arnaud,, Simone D'Aillencourt, Lucinda Hollingsworth.
En 1964, il fonde et prend la direction artistique du magazine Twenty, mélange de culture et de mode. Il s'accorde les services de Just Jaeckin, Jean Paul Goude, ou Philippe Labro. Le magazine durera deux ans, et il retourne à la photo pour les magazines ou la publicité.
Avec Maurice Siegel, il participe à la création du magazine VSD à la fin des années 1970 pour la partie artistique et photographique ; il sera à l'origine du logo de toutes les couleurs.
Il avait épousé Chantal Ballot-Léna, sœur du champion automobile Claude Ballot-Léna.
Il prend sa retraite de photographe dans les années 1980 à Sourzac (Dordogne), dans la maison de ses ancêtres où il aménage de très belles chambres d'hôtes qui reflètent son goût artistique. Georges Dambier meurt en mai 2011.
En janvier 2020, l'affiche de la 45e cérémonie des César est dévoilée. Elle représente une photographie de l'actrice Anna Karina, prise par Georges Dambier en 1959, alors qu'il travaillait pour le magazine Elle.